# Yōji Takeshige
Yōji Takeshige (武重 洋二?, Takashige Yōji; Filadelfia, 1964) è un animatore giapponese.

## Biografia
Ha lavorato soprattutto per lo Studio Ghibli, dedicandosi agli sfondi di molti film di Hayao Miyazaki, quali Il mio vicino Totoro La città incantata, Si alza il vento e di altri registi, come I sospiri del mio cuore di Yoshifumi Kondō e Arrietty - Il mondo segreto sotto il pavimento di Hiromasa Yonebayashi.